# Dohma
Dohma é um município da Alemanha, situado no distrito de Sächsische Schweiz-Osterzgebirge, no estado da Saxônia. Tem 19,56 km² de área, e sua população em 2019 foi estimada em 1.954 habitantes.